# ギュンター・ヘルビヒ
ギュンター・ヘルビヒ（Günther Herbig, 1931年11月30日 - ）は、チェコスロバキア出身のドイツの指揮者。ズデーテン地方のアウシヒ・アン・デア・エルベ（Aussig an der Elbe, チェコ語名ウースチー・ナド・ラベム）生まれ。

## 経歴
1951年にフランツ・リスト・ヴァイマル音楽大学でヘルマン・アーベントロートに指揮法を師事した。さらにヘルマン・シェルヘンとアルヴィド・ヤンソンスの許で修業を重ね、ヘルベルト・フォン・カラヤンの薫陶も受けた。エアフルトやポツダムでオペラ指揮者として活動を始め、1956年にヴァイマル歌劇場の楽長に就任した。1966年から1972年にかけてベルリン交響楽団の指揮者を務め、1977年に首席指揮者に昇進する。1972年から1977年までドレスデン・フィルハーモニー管弦楽団の芸術監督に就任した。同楽団とは1976年に来日。やがて東ドイツ体制への嫌悪感から、1979年にダラス交響楽団とBBCフィルハーモニックにそれぞれ客演したのを皮切りに、西側への脱出を模索する。
1984年にアメリカ合衆国に移住。デトロイト交響楽団の首席指揮者に就任した後、1988年から1994年までトロント交響楽団の音楽監督に就任した。1990年代にはイェール大学で指揮法の教鞭を執っている。2001年から2006年までザールブリュッケン放送交響楽団の音楽監督に就任する。国際的には、客演指揮者のスクロヴァチェフスキの知名度の陰に隠れがちであったが、オーケストラビルダーとして同楽団の演奏技術の水準を向上させた功績は大きい。2008年から2010年にかけて台湾の台湾フィルハーモニックの芸術顧問、首席客演指揮者を務め、現在は桂冠指揮者。